# Podgorica
Podgorica (cirill írással Подгорица, korábban Titograd) Montenegró fővárosa és az azonos nevű község központja. A város a Morača folyó középső részén fekszik.

## Történelem

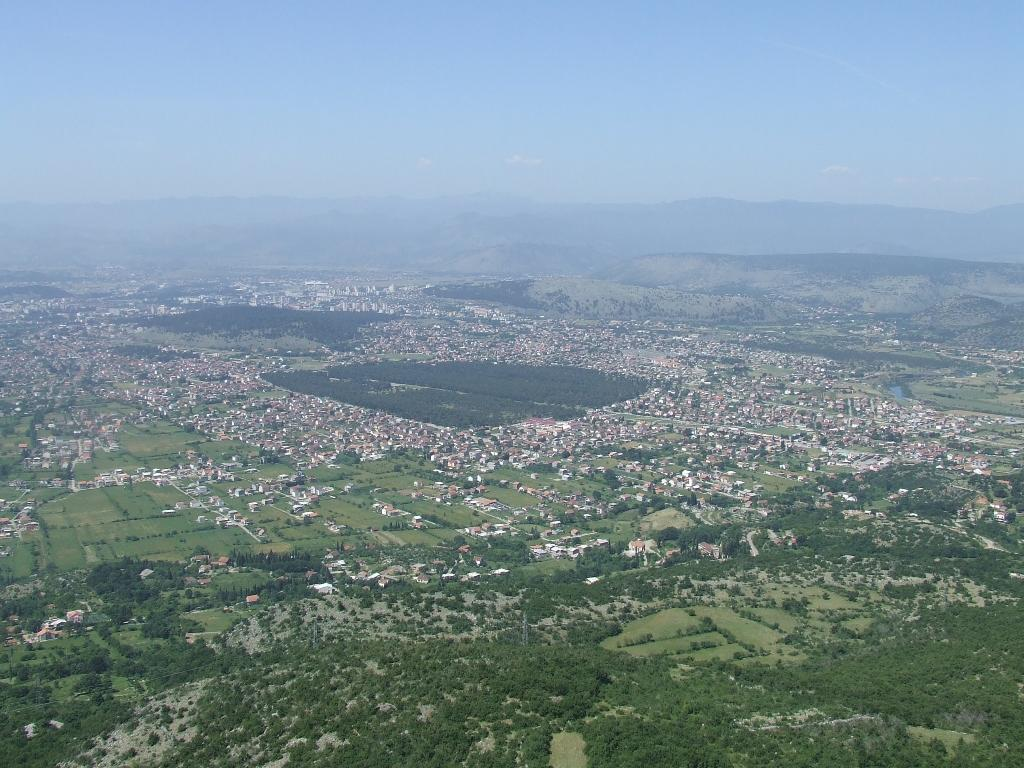
Légi fotó Podgoricáról

Podgorica római kori neve Birziminium. A középkorban a szlávok Ribinicának hívták. 1426-ban említik először Podgorica néven a várost, amely magyarul annyit tesz hegyalja.
1478-tól a város a Oszmán Birodalom része egészen 1878-ig. Ekkor ismerték el a berlini kongresszuson Montenegrót önálló királyságnak, amelynek a székhelye Podgorica lett.
1916 és 1918 között Podgorica az Osztrák–Magyar Monarchia része volt. Ezután a Podgoricai Nemzeti Tanács kinyilvánította a Szerbiával való egyesülést, amely 1918-ban meg is történt.
1946-ban a várost Titogradnak nevezték át, az akkori jugoszláv államfő Josip Broz Tito tiszteletére, majd 1992-ben népszavazással változtatták vissza Podgoricára.

## Éghajlat
| Hónap                         | Jan.  | Feb.  | Már. | Ápr. | Máj. | Jún. | Júl. | Aug. | Szep. | Okt. | Nov.  | Dec.  | Év    |
| ----------------------------- | ----- | ----- | ---- | ---- | ---- | ---- | ---- | ---- | ----- | ---- | ----- | ----- | ----- |
| Rekord max. hőmérséklet (°C)  | 18,0  | 20,0  | 26,0 | 31,0 | 33,0 | 38,0 | 43,0 | 46,0 | 39,0  | 30,0 | 23,0  | 19,0  | 46,0  |
| Átlagos max. hőmérséklet (°C) | 9,5   | 11,3  | 14,9 | 19,1 | 24,2 | 28,2 | 31,7 | 31,6 | 27,4  | 21,7 | 15,4  | 11,0  | 20,6  |
| Átlagos min. hőmérséklet (°C) | 1,4   | 3,2   | 5,8  | 9,1  | 13,5 | 17,3 | 20,3 | 20,2 | 16,5  | 11,6 | 6,8   | 2,9   | 10,8  |
| Rekord min. hőmérséklet (°C)  | −21,0 | −20,0 | −8,0 | 0,0  | 4,0  | 10,0 | 12,0 | 9,0  | 4,0   | −3,0 | −14,0 | −20,0 | −21,0 |
| Átl. csapadékmennyiség (mm)   | 192   | 167   | 159  | 145  | 88   | 63   | 39   | 66   | 120   | 164  | 238   | 217   | 1658  |
| Havi napsütéses órák száma    | 120   | 127   | 170  | 195  | 248  | 276  | 341  | 313  | 249   | 195  | 126   | 111   | 2471  |
| Forrás: BBC Weather           |       |       |      |      |      |      |      |      |       |      |       |       |       |

## Népesség

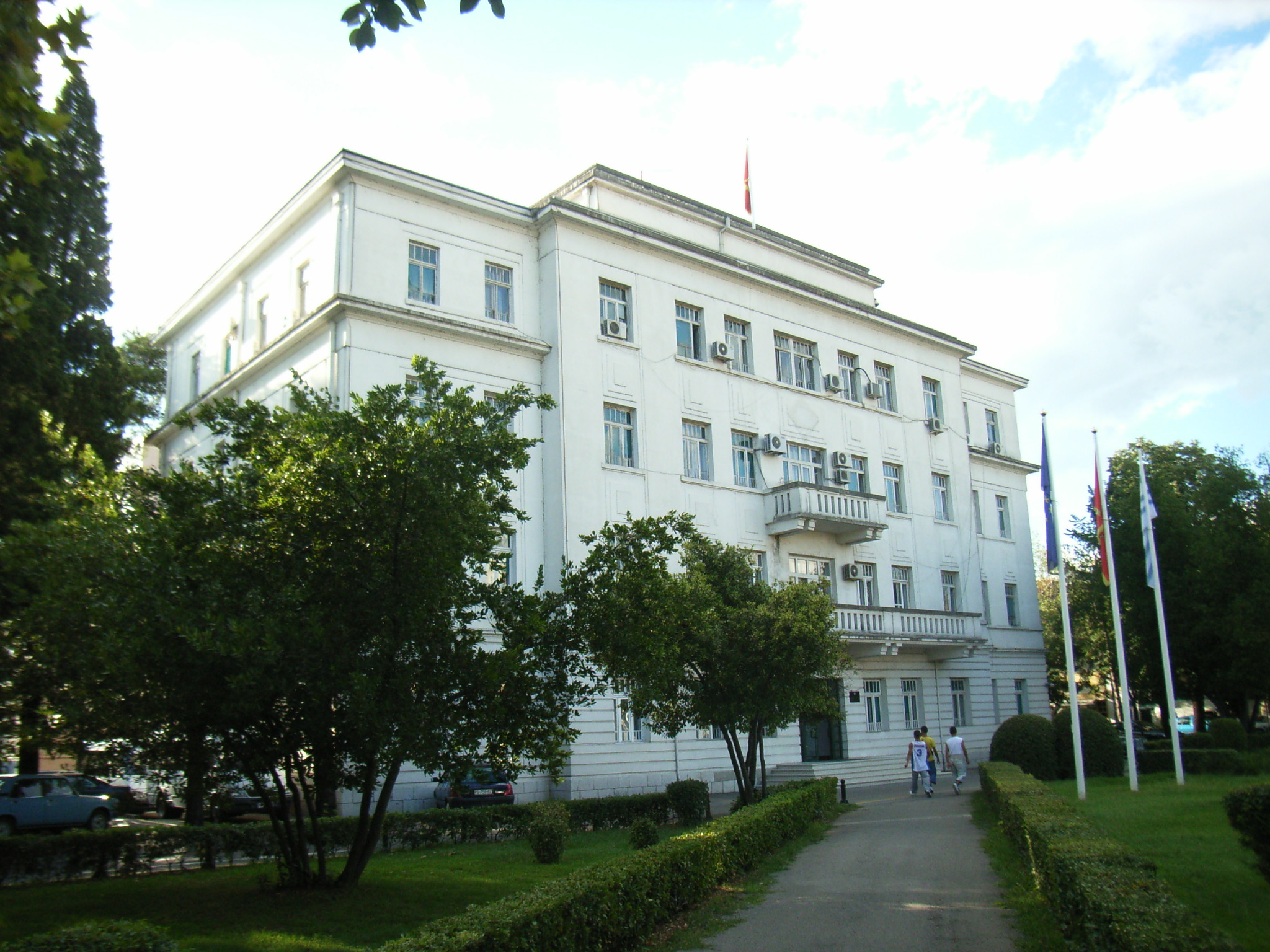
A városháza

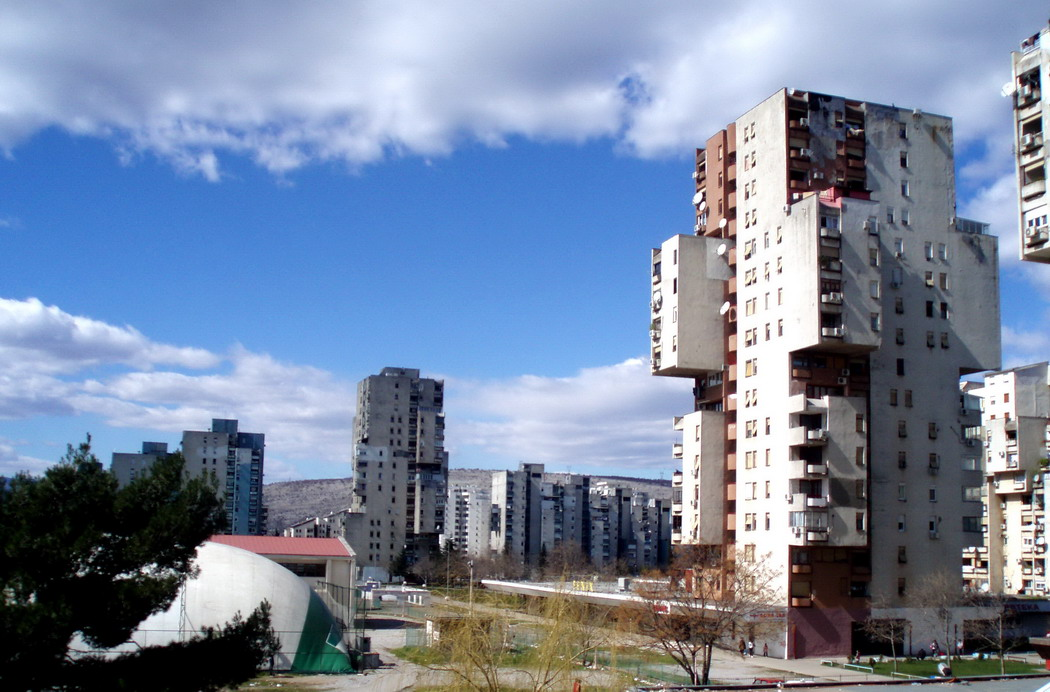
Lakótelep

### Podgorica község
Podgorica a legnagyobb város Montenegróban. Itt él a montenegrói nép közel egyharmada. Körülbelül 170 000-en élnek a várossal azonos nevű községben, ami Podgoricán kívül két kisvárost, Tuzit és Golubovcit tartalmaz.

### Város
A város népességének alakulása:
- 1981. március 3. – 96 074
- 1991. március 3. – 117 875
- 2003. november 1. – 136 473

Népcsoportok (1991-es becslés):
- Montenegrói (72,23%)
- Albán (8,40%)
- Szerb (7,73%)
- Muszlim (5,01%)
- Roma (1,10%)

Népcsoportok (2003-as becslés):
- Montenegrói (54,94%)
- Szerb (25,08%)
- Albán (7,94%)
- Muszlim (2,67%)
- Bosnyák (1,49%)
- Nem sorolta magát egy néphez sem, roma, vagy más 1%.

## A község települései
Baloči, Barutana, Begova Glavica, Benkaj, Beri, Bezjovo, Bigor, Bioče, Blizna, Bolesestra, Brežine, Briđe, Brskut, Budža, Buronje, Ćafa, Ćepetići, Cijevna, Crnci, Crvena Paprat, Cvilin, Dajbabe, Delaj, Doljani, Dolovi, Donja Gorica, Donje Stravče, Donji Kokoti, Draževina, Dučići, Duga, Đurkovići, Duške, Farmaci, Fundina, Goljenadi, Gornja Gorica, Gornje Stravče, Gornji Kokoti, Gradac, Grbavci, Grbi Do, Kisjelica, Klopot, Koći, Kopilje, kornet, Kosor, Krusi, Kržanja, Lekići, Liješnje, Liješta, Lijeva Rijeka, Ljevorečke Tuzi, Lopate, Lutovo, Lužnica, Masline, Medun, Milati, Momče, Mrke, Mužečka, Nikmaraš, Opasanica, Orahovo, Oraovica, Orasi, Ožezi, Parci, Pelev Brijeg, Petrovići, Podgorica, Poprat, Prisoje, Progonovići, Raće, Radeća, Radovče, Releza, Rijeka, Rogami, Rudine, Seoca, Seoštica, Sjenica, Slacko, Staniseljići, Stanjevića Rupa, Stijena, Stijepovo, Stupovi, Trmanje, Ubalac, Ubli, Velje Brdo, Veruša, Viđenje, Vilac, Vrbica, Zagreda, Zatrijebač és Zaugao.
Podgorica községen belül két részönkormányzattal rendelkező úgynevezett városi község (gradska opština) is működik:
- Golubovci települései: Balabani, Berislavci, Bijelo Polje, Bistrica, Botun, Golubovci, Goričani, Gostilj, Kurilo, Ljajkovići, Mataguži, Mitrovići, Mojanovići, Ponari, Srpska, Šušunja, Vranjina és Vukovci.
- Tuzi települései: Arza, Barlaj, Dinoša, Drešaj, Drume, Dušići, Gornji Milješ, Gurec, Helmnica, Kotrabuden, Krševo, Lovka, Nabon, Omerbožovići, Pikalj, Pothum, Prifte, Rakića Kuće, Selište, Skorać, Spinje, Sukuruć, Traboin, Tuzi, Vladne, Vranj és Vuksanlekići.

## Városrészek
| - 1. maj (május 1.) - 19. decembar (december 19.) - Blok IV - Blok V - Dahna - Donja Gorica (Alsó Gorica) - Drač - Gornja Gorica (Felső Gorica) - Ibričevina - Jedinstvo (Egység) - Konik | - Kruševac - Ljubović - Masline (Olajfák) - Međeđak - Momišići - Murtovtina - Nova Varoš (Újváros) - Novo Naselje Kruševac - Pobrežje - Podgore - Proleter | - Sadine - Stara Varoš (Óváros) - Stara Zlatica - Stari Aerodrom (Régi repülőtér) - Tološi I - Tološi II - Vranići - Vrela Ribnička (Ribnica források) - Zagorič - Zlatica |

## Látnivalók
- Gergely-templom (10. század)
- Óratorony
- Óhíd
- Citadella

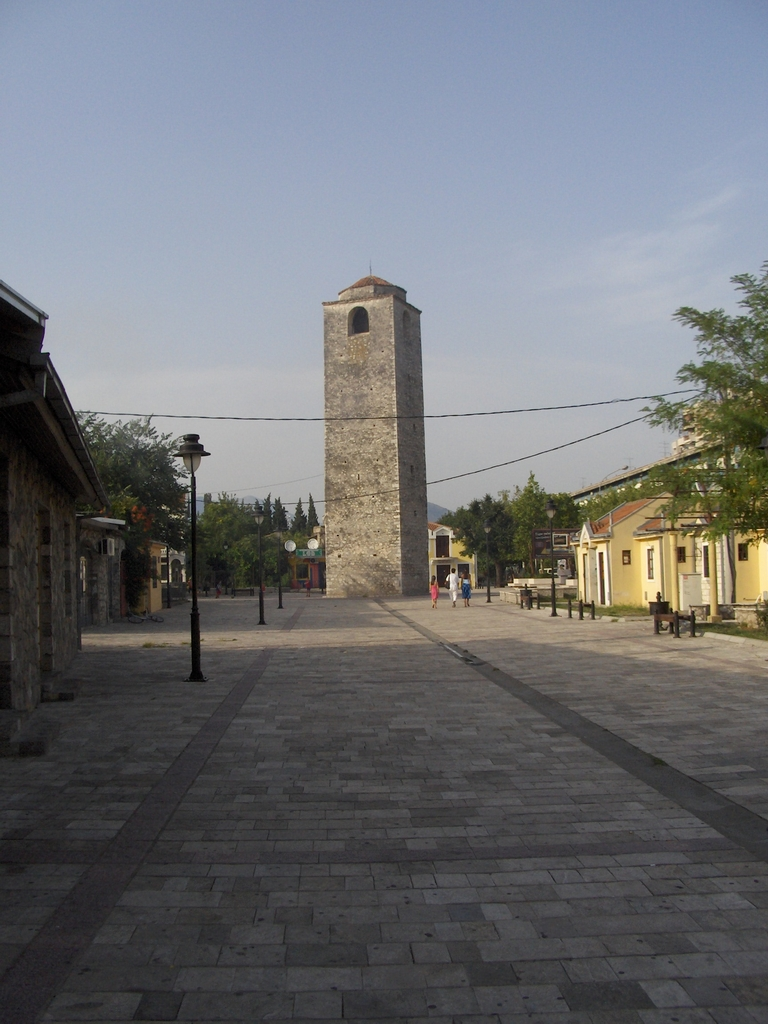
Oszmán óratorony az óvárosban

- 2005. július 13-án adták át a Morača folyó felett átívelő Millenium hidat, amely 57 méter hosszú.

## Testvértelepülések
- Belgrád, Szerbia
- Zágráb, Horvátország
- Jereván, Örményország
- Los Angeles, USA
- Moszkva, Oroszország
- Stockholm, Svédország
- Szkopje, Észak-Macedónia